# Vespa 125 Nuova
A Piaggio 1965-ben piacra dobta az új kis-vázú Vespa motorkerékpár legerősebb változatát, a Vespa 125 Nuova-t. Váza megegyezett az 50-es és 90-es modell vázával, a motortakaró ablak nagyobb méretű volt. Ez volt az első 125-ös modell 10 collos kerékkel. A későbbi 125 Primavera modellektől a körülbelül két centiméterrel rövidebb tengelytávban, a régi négyszögletes jelvényben és a bal oldali rekesz hiányában tér el. A kipufogó formája az 50-es modellekét és nem a 90-es sportmodell "banán" kipufogóját utánozza. Ülése lehetett kívánság szerint egy- vagy kétszemélyes. 
A 121 cm3-es blokk SHB 16.16 karburátorral szerelve 80 km/h végsebességre volt képes. 
A Nuova nem váltotta be a kezdeti reményeket, csak 17 000 darabot gyártottak belőle, de a későbbi erősebb, és ezáltal máig népszerű Primavera/et3 modell méltó elődje volt. Az alacsony gyártott darabszám miatt jelenleg keresett, értékes, ritka modell.